# علف فر پشمالو
بید علفی کرکی یا علف خر کرکی (نام علمی: Epilobium hirsutum) گیاهی است گلدار از سرده علف فر است. ارتفاع این گیاه پایا به ۲ متر می‌رسد. ساقه علف فر پشمالو به شکل شاخه‌شاخه و مودار است. طول برگ‌های این گیاه ۲ تا ۱۲ و پهنای آنها ۰٫۵ تا ۳٫۵ سانتی‌متر است.

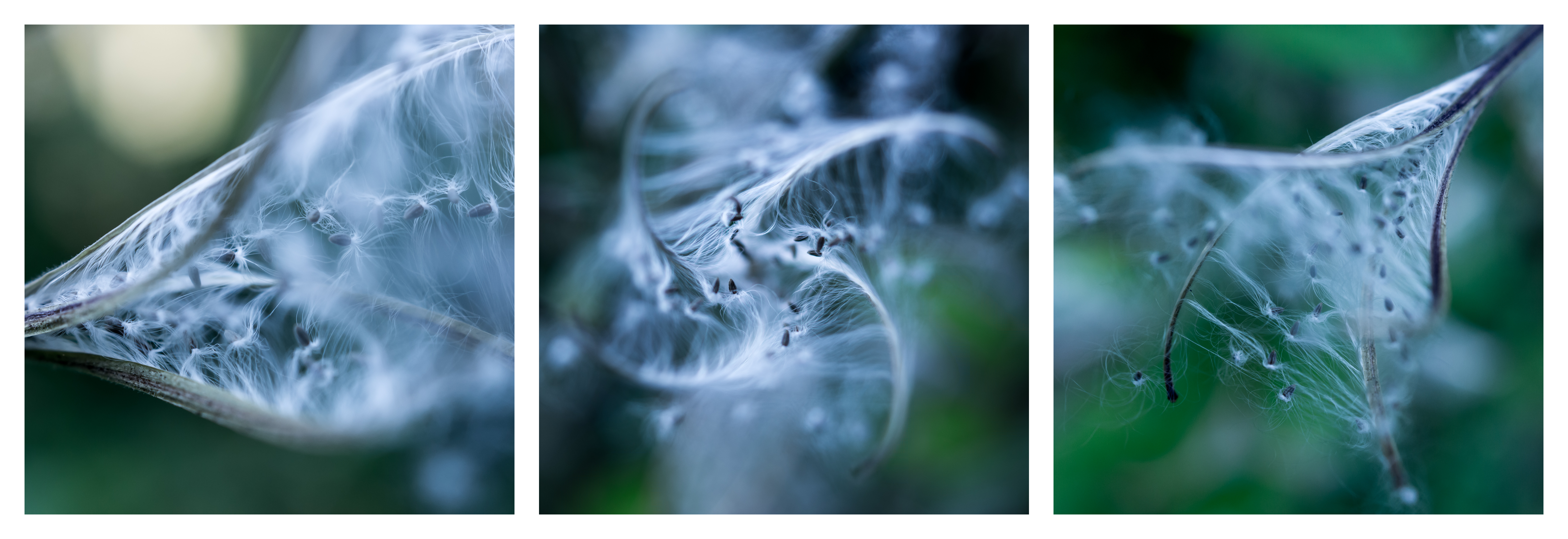
انتشار دانه در علف فر پشمالو